# پیرسکیوس (دهانه)
پیرسکیوس یک دهانه برخوردی در ماه‌ است.

## دهانه‌های اقماری
این دهانه ۷ دهانه اقماری دارد.
| Peirescius | عرض جغرافیایی | طول جغرافیایی | قطر          |
| ---------- | ------------- | ------------- | ------------ |
| A          | ۴۵.۲° S       | ۷۱.۳° E       | ۱۵.۰ کیلومتر |
| C          | ۴۶.۲° S       | ۷۱.۵° E       | ۴۱.۰ کیلومتر |
| B          | ۴۵.۶° S       | ۷۰.۵° E       | ۱۸.۰ کیلومتر |
| D          | ۴۸.۱° S       | ۷۱.۹° E       | ۴۳.۰ کیلومتر |
| G          | ۴۸.۱° S       | ۶۷.۷° E       | ۲۵.۰ کیلومتر |
| H          | ۴۵.۳° S       | ۷۳.۱° E       | ۸.۰ کیلومتر  |
| J          | ۴۵.۱° S       | ۶۶.۸° E       | ۱۵.۰ کیلومتر |